# José Urruzmendi
José Eusebio Urruzmendi Aycaguer (né le 25 août 1944 en Uruguay) est un joueur de football international uruguayen, qui évoluait au poste d'attaquant.

## Biographie

### Carrière en club
Avec le Club Nacional, il remporte un championnat d'Uruguay.

### Carrière en sélection
Avec l'équipe d'Uruguay, il joue 21 matchs (pour 8 buts inscrits) entre 1965 et 1967. 
Il figure dans le groupe des sélectionnés lors de la Coupe du monde de 1966. Il ne joue pas de matchs lors de la phase finale de cette compétition, mais dispute tout de même quatre matchs comptant pour les tours préliminaires de celle-ci.
Il participe également au championnat sud-américain de 1967. La sélection uruguayenne remporte la compétition en devançant l'Argentine.

## Palmarès
| Club Nacional - Championnat d'Uruguay (1) : - Champion : 1966. |  | Uruguay - Championnat sud-américain (1) : - Vainqueur : 1967. |